# Иван Лепьохин
Иван Иванович Лепьохин (на руски: Иван Иванович Лепёхин) е руски пътешественик-изследовател, натуралист, притежаващ енциклопедични знания в областта на естествената история, медицината, географията и литературата, владеещ до съвършенство освен майчиния руски език, още латински, гръцки, немски и френски, академик на Петербургската академия на науките (1771).

## Произход и образование (1740 – 1768)
Роден е на 10 септември 1740 година в Санкт Петербург, Руска империя, в семейство на войник от Семьоновския полк. През 1751 постъпва в Петербургската академическа гимназия, директор на която по това време е известния руски пътешественик Степан Крашенинников. От 1760 до 1762 учи в Академическия университет при Академията на науките (днес Санктпетербурски университет). През 1762 е изпратен в Страсбургския университет, след завършването на който през 1767 се завръща в Русия с диплома за доктор по медицина. По пътя за родината няколко месеца пребивава в Лайденския университет в Холандия. През 1768 е избран за адюнкт (преподавателска степен близка до доцент) по естествена история в Петербургската академия на науките, а след три години става академик. От 1774 е директор на Ботаническата градина на Петербургската академия на науките.

## Изследователска дейност (1768 – 1773)
От юли 1768 до 1772 изследва централните и северни области на Европейска Русия, Поволжието, Среден и Южен Урал, Северозападен Казахстан, северното и северозападно крайбрежие на Каспийско море.
През 1768, заедно с Пьотър Ричков, бегло описва северната част на Приволжкото възвишение (370 м) близо до 55º с.ш., изследва левите притоци на Волга – Голям Черемшан (407 км) и Сок (375 км), дава кратка характеристика на Соколовите планини (282 м, покрай десния бряг на река Сок) и възвишението Сокски Яр (317 м).
През пролетта на 1769 покрай десния бряг на Волга изследва Белите планини (334 м, част от Приволжкото възвишение). Спуска се по Волга до Ахтуба, насочва се на изток към устието на река Урал през пустинята Рън и се изкачва по Урал до Оренбург, където поради заболяване се задържа месец и половина. Чак през октомври достига на север до 54° с.ш. и зимува край река Белая.
През пролетта на 1770 се изкачва по река Белая (1430 км) до Ишимбай, където изследва нефтените находища и редица пещери в долината на реката. На 54º с.ш. и изследва част от хребетите на Урал, в т.ч. Ямантау (1640 м), а по-на североизток – масива Иремел (1582 м) и хребета Аваляк (1586 м), от където извират реките Белая и Уй. След това описва изворите на река Урал около връх Круглая (1020 м) и реките Уй (462 км) и Миас (658 км), покрай източните склонове на Уралтау се добира на север до Екатеринбург, завива на запад до Кунгур и след това, на 58º с.ш., на юг и достига до река Юрюзан (454 км) на 55º с.ш. В този район описва множество рудници, характеризира редица хребети, в т.ч. Зигалга (1425 м) и Уренга (1198 м), отбелязва че много от уралските върхове са заравнени и през Златоуст се завъръща в Екатеринбург, а от там заминава за Тюмен, където зимува. По време на това пътуване през годината три пъти пресича Урал.
През пролетта на 1771 от Тюмен се изкачва по река Тура и от там достига до река Ляля (от басейна на Тавда). В района описва няколко уралски върхове в т.ч. Конжаковски Камен (1569 м), по 59º с.ш. за четвърти път пресича Урал и по река Яйва (ляв приток на Кама) достига до Соликамск. От там стига на запад до горното течение на река Вятка, изкачва се по река Летка до горното ѝ течение, пресича възвишението Северни Ували и достига до горното течение на река Луза. След това по реките Вичегда и Северна Двина се спуска до Архангелск, където зимува.
През лятото на 1772 близо до Зимния бряг на Бяло море описва Мудюгския остров (64°54′ с. ш. 40°15′ и. д. / 64.9° с. ш. 40.25° и. д.), оглежда Летния бряг, описва три от Соловецките о-ви и покрай Карелския бряг достига до върха на Кандалакшкия залив. По река Нива (36 км) се изкачва до езерото Имандра (812 км2), като покрай левия бряг на реката открива възвишение с височина до 785 м. Покрай Кандалакшкия и Терския брегове се добрира до устието на река Поной, след това пресича най-тясната част на Бяло море и в Мезенския залив описва остров Моржовец (66°43′ с. ш. 42°35′ и. д. / 66.716667° с. ш. 42.583333° и. д., 110 км2). Движейки се покрай Абрамовския и Конушинския брегове, изследва Кулойския залив, устието на река Мезен и достига до река Нес (66º 39` с.ш.). От изворите на последната се добира до река Вижас и по нея се спуска до Чешкия залив (67°30′ с. ш. 46°30′ и. д. / 67.5° с. ш. 46.5° и. д.), като по този начин пресича Канинската тундра. Проследява западния и северния бряг на Чешка губа, пресича п-ов Канин по реките Чьоша и Чижа и през октомври се добира до Архангелск.
През 1773 изследва Прибалтика и Беларус.

## Следващи години (1773 – 1802)
След завръщането си от 6-годишното си пътуване започва старателна обработка и систематизация на събрания материал. Освен информацията с географски характер той включва сведения за залежите на полезни изкопаеми в Урал и в поречието на река Белая, богати ботанически и зооложки колекции – 600 вида растения и над 300 вида животни, много от които са описани за първи път; обширни етнографски материали за народите на Поволжието и Урал – марийци, мордовци, татари, башкири, коми, манси и други.
От 1783 и до смъртта си на 6 април 1802 г., Лепьохин е несменяем секретар на Петербургската академия на науките. По същество той става първият учен-изследовател на Североизточна Европа. Характерните за него смели за това време изводи за постоянното изменение на земната повърхност, а също свойствата на растенията и животните под въздействието на околната среда, за дълго време напред определят развитието на естествените науки в Русия.

## Трудове
- Дневные записки путешествия ... по разным провинциям Российского государства, т. 1 – 3, 1771 – 80; т. 4, 1805